# Hajime Isayama
Hajime Isayama (諫山 創, Isayama Hajime, Oyama, Oita, 29 de agosto de 1986) é um mangaká e escritor japonês.
É conhecido por sua primeira série de mangá, finalizada em abril de 2021, Shingeki no Kyojin, que foi publicada inicialmente em setembro de 2009 na revista mensal Bessatsu Shōnen Magazine, da editora japonesa Kōdansha, e se tornou um dos mangás mais vendidos de todos os tempos, com 96 milhões de cópias em circulação em setembro de 2019. 

## Biografia
Isayama nasceu em Oyama, distrito de Oita, Japão. Ele estudou no colégio Hita Rinko Senior High School e foi ali que ele começou a apresentação de trabalhos de mangá para concursos. Depois de se formar, ele se matriculou no programa de desenho mangá do Departamento de Artes de Kyushu Designer Gakuin, em Fukuoka. Em 2006, ele recebeu um prêmio no "Magazine Grand Prix" promovido pela editora Kodansha por sua obra Shingeki no Kyojin. Aos vinte anos, ele se mudou para Tóquio e trabalhou em um cyber café a fim de prosseguir com a carreira de mangaka.
Em 2018, aos 32 anos, Hajime casou-se discretamente com uma moça não famosa. O matrimônio veio a público através de um cartão de Natal de 2019, onde havia um esboço de Isayama e de sua esposa em forma de titã, fazendo referência à sua obra Shingeki no Kyojin.